# Marijn Simons
Marijn Simons (Geleen, 25 december 1982) is een Nederlands componist, violist en dirigent. Hij studeerde viool bij Davina van Wely en Sascha Gawriloff, compositie bij Daan Manneke en James MacMillan en orkestdirectie bij Ed Spanjaard en Jean-Bernard Pommier. Tegenwoordig is hij derde concertmeester in het Sinfonie Orchester Aachen, violist in het Sabac Pianokwartet en dirigent van het Simons Ensemble. 

## Composities
- 2007 	Seven steps, opus 38
- 2006 	Welles / nietes, opus 35
- 2006 	Concerto for an odd couple, opus 28
- 2006 	Symfonie nr. 2, opus 33
- 2006 	Carbone notata, opus 34
- 2005 	Desert Garden, voor piano, opus 31
- 2005 	Smoking mirrors, voor kamerorkest, opus 32
- 2005 	L' espoir, saxofoonkwartet, opus 30
- 2004 	Strijkkwartet nr. 3, opus 27
- 2004 	Symfonie nr. 1, opus 26
- 2004 	Visiting the angels, concert nr. 2 voor trombone en orkest, opus 25
- 2004 	Mariachi (de 'A Tí Te Toca') voor viool en piano, opus 23e
- 2004 	Salsa (de 'A Tí Te Toca'), voor 2 piano's, alientos, percussie en contrabas, opus 23a
- 2004 	Elegie (uit symfonie nr. 1) voor strijkorkest, opus 26a
- 2003 	Mariachi (de 'A Tí Te Toca') voor orkest, opus 23b
- 2003 	Vijf gedichten van Emily Dickinson voor sopraan en strijkkwartet, opus 22
- 2003 	The Circus voor ensemble, opus 24
- 2003 	A Tí Te Toca voor twee piano's en orkest, opus 23
- 2002 	Concerto fabuleux voor slagwerkinstrumenten en orkest, opus 21
- 2002 	Secret notes, 2e vioolconcert, opus 19
- 2001 	The fifth sun voor percussiekwartet, opus 20
- 2000 	Concerto comique, voor trombone en orkest, opus 17
- 1999 	Concerto d'un bon esprit voor piano en kamerorkest, opus 16
- 1999 	Noises in the night, homage to Degawanidah ("The peacemaker") voor orkest, opus 14
- 1998  Strijkkwartet nr. 2, opus 12
- 1997  Cuddly Animals, vioolconcert nr. 1, opus 13
- 1996 	Capriccio for Stan & Ollie, voor viool en piano, opus 11 (ook voor viool en blazers, opus 11a)
- 1996  Symfonie nr. 3, opus 36
- 1996  Concert voor strijkorkest, opus 37

## Prijzen
- 2001: Philip Morris Kunstprijs

- Gemeinsame Normdatei: 16025874X
- International Standard Name Identifier: 0000 0001 1947 2778
- Library of Congress Control Number: n2002070088
- MusicBrainz: edaa4c2a-6143-49eb-b86c-062e2b7378ec
- Nederlandse Thesaurus van Auteursnamen: 166241806
- Virtual International Authority File: 19043165
- WorldCat: E39PBJvRYHp6qvHkgDBWJvqqQq